# ماغني هالدورسن
ماغني هالدورسن هو سياسي نرويجي، ولد في 31 أكتوبر 1925 في Bømlo ‏ في النرويج، وتوفي في 24 نوفمبر 2005. نشط حزبياً في الحزب الديمقراطي المسيحي. وقد انتخب نائب عضو برلمان النرويج ‏ عن دائرة دائرة هوردالان ‏ وقد انضم خلال فترته النيابية ‏ (1973 – 1977) للكتلة البرلمانية الحزب الديمقراطي المسيحي وانتخب عضو برلمان النرويج ‏ عن دائرة دائرة هوردالان ‏ وقد انضم خلال فترته النيابية ‏ (1 أكتوبر 1973 – 16 أكتوبر 1973) للكتلة البرلمانية الحزب الديمقراطي المسيحي.